# Àguila marcial
L'àguila marcial (Polemaetus bellicosus) és un ocell rapinyaire de la família dels accipítrids (Accipitridae), única espècie del gènere Polemaetus Heine, 1890. Habita gairebé a tota l'Àfrica subsahariana.El seu estat de conservació es considera en perill d'extinció.
Una de les majors àguiles d'Àfrica, només l'àguila daurada, la de Verreaux i la coronada són de similar grandària.